# Ладушкин, Иван Мартынович
Ива́н Марты́нович Ладушкин (1922—1945) — лейтенант Рабоче-крестьянской Красной Армии, участник Великой Отечественной войны, Герой Советского Союза (1945).

## Биография
Иван Ладушкин родился 22 октября 1922 года в селе Корчино (ныне — Мамонтовский район Алтайского края). После окончания семи классов школы и рабфака поступил в Казахский педагогический институт, но проучился только один год. В июне 1941 года Ладушкин был призван на службу в Рабоче-крестьянскую Красную Армию. В 1942 году он окончил авиационно-техническое отделение Балашовское военной авиационной школы лётчиков, в 1943 году — Тамбовское танковое училище, после чего был направлен на фронт. В боях был тяжело ранен. К марту 1944 года гвардии лейтенант Иван Ладушкин командовал ротой 2-й отдельной гвардейской танковой бригады 31-й армии 3-го Белорусского фронта. Отличился во время боёв в Восточной Пруссии.
16 марта 1945 года рота Ладушкина прорвала немецкую оборону к юго-западу от города Хайлигенбайль (ныне — Мамоново Калининградской области). Вместе с одним из танковых взводов Ладушкин обошёл вражескую батарею и уничтожил её, взяв важную высоту. Продвигаясь дальше к посёлку Дёйч Тирау (ныне — Иванцово Багратионовского района Калининградской области), рота Ладушкина уничтожила 10 артиллерийских орудий и 1 самоходную артиллерийскую установку. В том бою его танк был подбит, но Ладушкин, несмотря на ранения и ожоги, продолжал руководить действиями своей роты. На окраине Дёйч Тирау Ладушкин был убит вражеским снарядом. Похоронен в городе Ладушкин Калининградской области, переименованном в 1946 году в честь него.

Из Калининграда вдоль Вислинского залива тянется железная дорога. В одном месте она подступает к берегу совсем близко. Когда-то немецкие колонисты, изгнав отсюда славян-вармиев, переделали Вармию в Эрменланд и основали возле восточных дюн залива селение Людвигсорт. В марте 1945 года, за двое суток до взятия его нашей танковой ротой, от прямого попадания вражеского снаряда здесь погиб её командир Иван Мартынович Ладушкин. Его имя и носит теперь это селение, на краю которого находится могила славного воина Ладушкина.
— Дважды Герой Советского Союза  Маршал Советского Союза  Василевский А. М.  Дело всей жизни. — М: Политиздат, 1975. — С. 513.
Указом Президиума Верховного Совета СССР от 29 июня 1945 года за «образцовое выполнение боевых заданий командования на фронте борьбы с немецкими захватчиками и проявленные при этом отвагу и геройство» гвардии лейтенант Иван Ладушкин посмертно был удостоен высокого звания Героя Советского Союза. Также был награждён орденом Ленина и двумя орденами Отечественной войны 1-й степени. Навечно зачислен в списки личного состава воинской части.

## Память

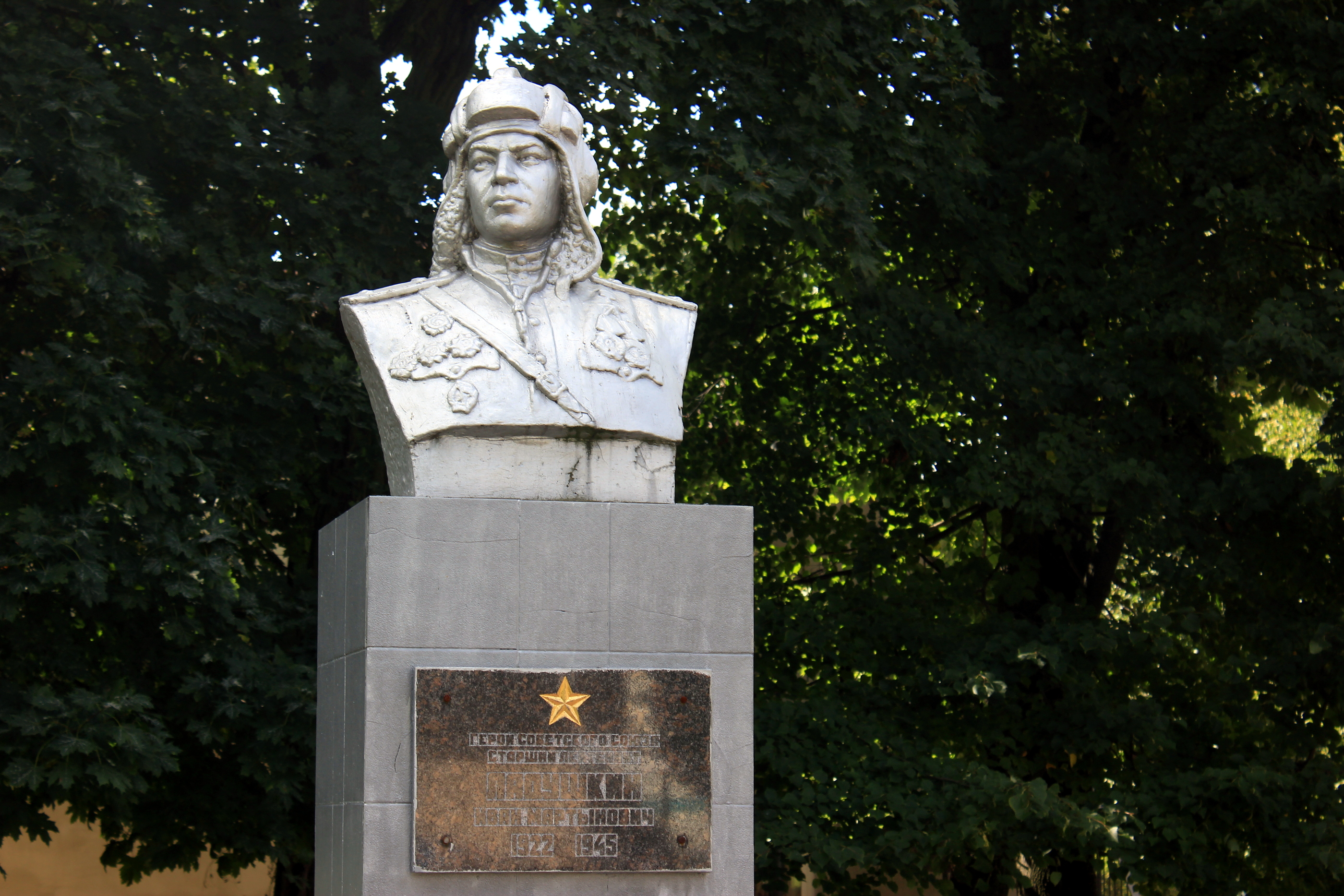
Бюст Героя Советского Союза И.М. Ладушкина в г. Ладушкин

В честь Ладушкина установлен памятник в Ладушкине, названы улицы в Калининграде и городе Пабраде в Литве, школа в его родном селе, пограничная застава, находящаяся на месте гибели Ладушкина (на территории этой заставы установлен обелиск).